# Benthobia sima
Benthobia sima là một loài ốc biển, là động vật thân mềm chân bụng sống ở biển trong họ Pseudolividae.